# Harry Vos
Henry Antonie "Harry" Vos (4 de setembre de 1946 – 19 de maig de 2010) va ser un futbolista neerlandès.